# Đỗ Gia Hào
Đỗ Gia Hào (tiếng Trung: 杜家毫; sinh tháng 7 năm 1955) là cử nhân văn học, thạc sĩ quản trị kinh doanh, chính khách nước Cộng hòa Nhân dân Trung Hoa. Ông hiện là Ủy viên Ban Chấp hành Trung ương Đảng Cộng sản Trung Quốc khóa XIX, Bí thư Tỉnh ủy tỉnh Hồ Nam kiêm Chủ nhiệm Ủy ban Thường vụ Đại hội đại biểu nhân dân tỉnh Hồ Nam; nguyên Tỉnh trưởng Chính phủ Nhân dân tỉnh Hồ Nam từ năm 2013 đến năm 2016. Trước đó, ông từng giữ chức vụ Phó Bí thư Tỉnh ủy tỉnh Hắc Long Giang, Phó Tỉnh trưởng Chính phủ Nhân dân Thường trực tỉnh Hắc Long Giang và Bí thư Khu ủy Khu Phố Đông, thành phố Thượng Hải.

## Tiểu sử

### Thân thế
Đỗ Gia Hào là người Hán sinh tháng 7 năm 1955 ở thành phố Thượng Hải, nguyên quán của ông ở huyện Ngân, tỉnh Chiết Giang.

### Giáo dục
Tháng 9 năm 1981 đến tháng 1 năm 1982, Đỗ Gia Hào theo học lớp đào tạo tại Trường Đoàn Trung ương Đoàn Thanh niên Chủ nghĩa Cộng sản Trung Quốc.
Tháng 9 năm 1983 đến tháng 6 năm 1988, ông theo học chuyên ngành Trung văn tại Đại học Sư phạm Hoa Đông và được trao học vị cử nhân văn học.
Tháng 9 năm 1995 đến tháng 7 năm 1998, ông theo học chuyên ngành kinh tế thế giới lớp nghiên cứu sinh tại chức tại Trường Đảng Trung ương Đảng Cộng sản Trung Quốc.
Tháng 3 năm 2005 đến tháng 5 năm 2007, ông theo học chuyên ngành quản lý công nghiệp và thương mại tại Học viện Công nghiệp và thương mại quốc tế Trung Âu và được trao học vị thạc sĩ quản lý công nghiệp và thương mại tức học vị thạc sĩ quản trị kinh doanh.

### Sự nghiệp

#### Thượng Hải
Tháng 3 năm 1973, Đỗ Gia Hào tham gia công tác làm công nhân nhà máy dụng cụ trang trại Dược Tiến ở thành phố Thượng Hải và được cử làm Phó Chỉ đạo viên, Phó Bí thư Chi bộ Đảng. Tháng 12 năm 1973, ông gia nhập Đảng Cộng sản Trung Quốc. Tháng 7 năm 1975, ông lượt lượt đảm nhiệm cương vị Ủy viên Đảng ủy trang trại Dược Tiến, Tổ trưởng Tổ kế hoạch tổng hợp, Phó Bí thư Đảng ủy trang trại, Phó Chủ nhiệm Phòng Chính trị trang trại. Tháng 9 năm 1978, ông được điều chuyển làm Phó Bí thư Đoàn Thanh niên Cộng sản Cục trang trại thành phố Thượng Hải. Tháng 9 năm 1981, ông được bổ nhiệm giữ chức Bí thư Đoàn Thanh niên Cộng sản Cục trang trại thành phố Thượng Hải. Tháng 6 năm 1984, Đỗ Gia Hào được cử làm người phụ trách phòng khoa học và công nghệ của Cục trang trại thành phố Thượng Hải. Tháng 6 năm 1985, ông được bổ nhiệm giữ chức Phó Chủ tịch Công đoàn Cục trang trại thành phố Thượng Hải. Tháng 4 năm 1990, ông được bổ nhiệm làm Ủy viên Đảng ủy Cục trang trại, Chủ nhiệm Văn phòng Chính phủ và Văn phòng Đảng ủy Cục trang trại thành phố Thượng Hải.
Tháng 3 năm 1992, ông được luân chuyển làm Phó Bí thư Huyện ủy Tùng Giang, Thượng Hải; nay là Khu Tùng Giang, Thượng Hải. Tháng 1 năm 1993, ông được bổ nhiệm giữ chức Bí thư Huyện ủy Tùng Giang, Thượng Hải. Tháng 7 năm 1998, ông được điều chuyển làm Bí thư Khu ủy Khu Tùng Giang, Thượng Hải. Thánh 10 năm 1999, ông được thuyên chuyển giữ chức Bí thư Khu ủy Khu Dương Phố, Thượng Hải.
Tháng 2 năm 2003, Đỗ Gia Hào được bổ nhiệm làm Phó Tổng Thư ký Thành ủy Thượng Hải kiêm Phó Tổng Thư ký Chính phủ nhân dân thành phố Thượng Hải, chủ trì công tác Văn phòng Chính phủ nhân dân thành phố. Tháng 4 năm 2003, ông được bổ nhiệm giữ chức Phó Tổng Thư ký Thành ủy Thượng Hải kiêm Tổng Thư ký Chính phủ nhân dân thành phố Thượng Hải, Chủ nhiệm Văn phòng Chính phủ nhân dân thành phố Thượng Hải. Tháng 4 năm 2004, Đỗ Gia Hào được luân chuyển làm Ủy viên Ban Thường vụ Thành ủy Thượng Hải, Bí thư Khu ủy Khu Phố Đông.

#### Hắc Long Giang
Tháng 12 năm 2007, Đỗ Gia Hào được thuyên chuyển đến tỉnh Hắc Long Giang ở miền Đông Bắc Trung Quốc, nơi ông được bổ nhiệm làm Ủy viên Ban Thường vụ Tỉnh ủy, Phó Tỉnh trưởng Thường trực Chính phủ nhân dân tỉnh Hắc Long Giang. Tháng 4 năm 2011, ông được bổ nhiệm giữ chức Phó Bí thư Tỉnh ủy Hắc Long Giang kiêm Phó Tỉnh trưởng Thường trực Chính phủ nhân dân tỉnh Hắc Long Giang. Tháng 9 năm 2011, ông thôi kiêm nhiệm chức vụ Phó Tỉnh trưởng Thường trực Chính phủ nhân dân tỉnh Hắc Long Giang. Tháng 5 năm 2012, ông được bổ nhiệm làm Phó Bí thư Tỉnh ủy Hắc Long Giang kiêm Bí thư Ủy ban Chính trị Pháp luật Tỉnh ủy Hắc Long Giang. Ngày 14 tháng 11 năm 2012, tại Đại hội Đảng Cộng sản Trung Quốc lần thứ 18, ông được bầu làm Ủy viên dự khuyết Ban Chấp hành Trung ương Đảng Cộng sản Trung Quốc khóa XVIII.

#### Hồ Nam
Tháng 3 năm 2013, Đỗ Gia Hào được thuyên chuyển đến Hồ Nam, một tỉnh nằm ở khu vực trung-nam của Trung Quốc để làm Phó Bí thư Tỉnh ủy Hồ Nam. Ngày 10 tháng 4 năm 2013, ông được bổ nhiệm làm Phó Bí thư Tỉnh ủy, Phó Tỉnh trưởng tỉnh Hồ Nam, đồng thời tạm quyền Tỉnh trưởng tỉnh Hồ Nam, thay cho ông Từ Thủ Thịnh. Ngày 31 tháng 5 năm 2013, ông chính thức được bầu giữ chức vụ Tỉnh trưởng Chính phủ nhân dân tỉnh Hồ Nam.
Tháng 8 năm 2016, trước thềm Đại hội Đại biểu toàn quốc Đảng Cộng sản Trung Quốc lần thứ 19 được tổ chức vào mùa thu năm 2017, Đỗ Gia Hào được bổ nhiệm làm Bí thư Tỉnh ủy Hồ Nam. Tháng 1 năm 2017, ông được bầu kiêm nhiệm chức vụ Chủ nhiệm Ủy ban Thường vụ Đại hội đại biểu nhân dân tỉnh Hồ Nam.
Ngày 24 tháng 10 năm 2017, tại Đại hội Đảng Cộng sản Trung Quốc lần thứ XIX, Đỗ Gia Hào được bầu làm Ủy viên Ban Chấp hành Trung ương Đảng Cộng sản Trung Quốc khóa XIX. Ngày 28 tháng 1 năm 2018, tại Hội nghị lần thứ nhất của Đại hội đại biểu nhân dân khóa 13 tỉnh Hồ Nam, ông Đỗ Gia Hào được bầu tái đắc cử chức vụ Chủ nhiệm Ủy ban Thường vụ Đại hội đại biểu nhân dân tỉnh Hồ Nam.

## Danh hiệu
Tháng 10 năm 2013, ông Đỗ Gia Hào được trao tặng Huân chương Kỵ sĩ từ Chính phủ Burgenland, Cộng hòa Áo.